# Agilde
Agilde est un village portugais se situant dans la localité de Celorico de Basto et dans le district de Braga. Il a une superficie de 9.01 km² et 1227 habitants (2011). Sa densité de population est de 136,2 habitants /km² .

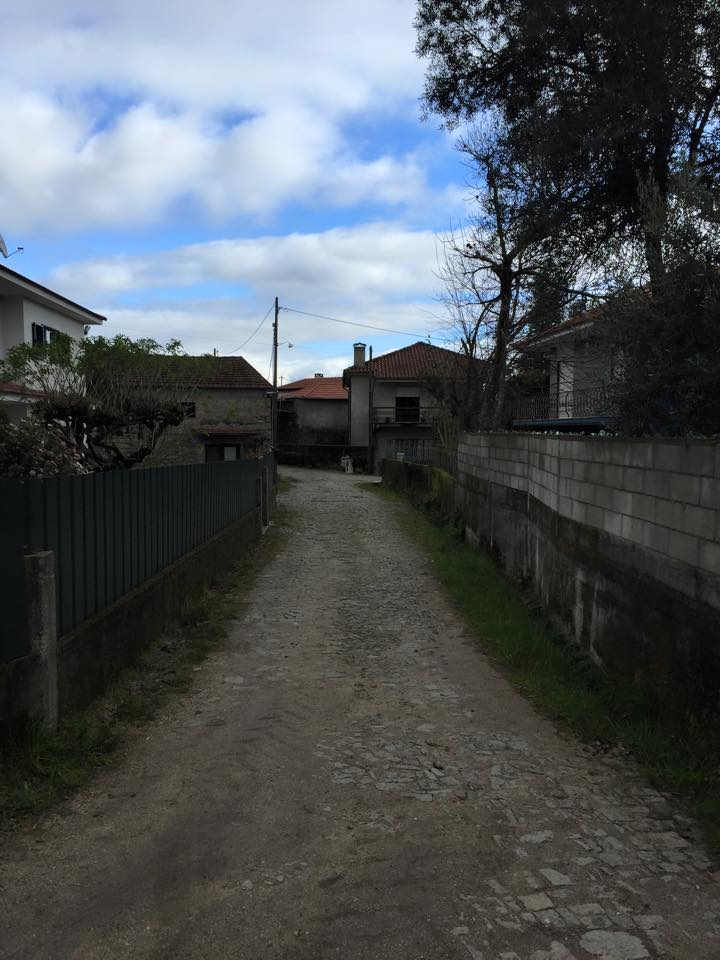
Logar Da Costa, Partie la plus ancienne d'Agilde

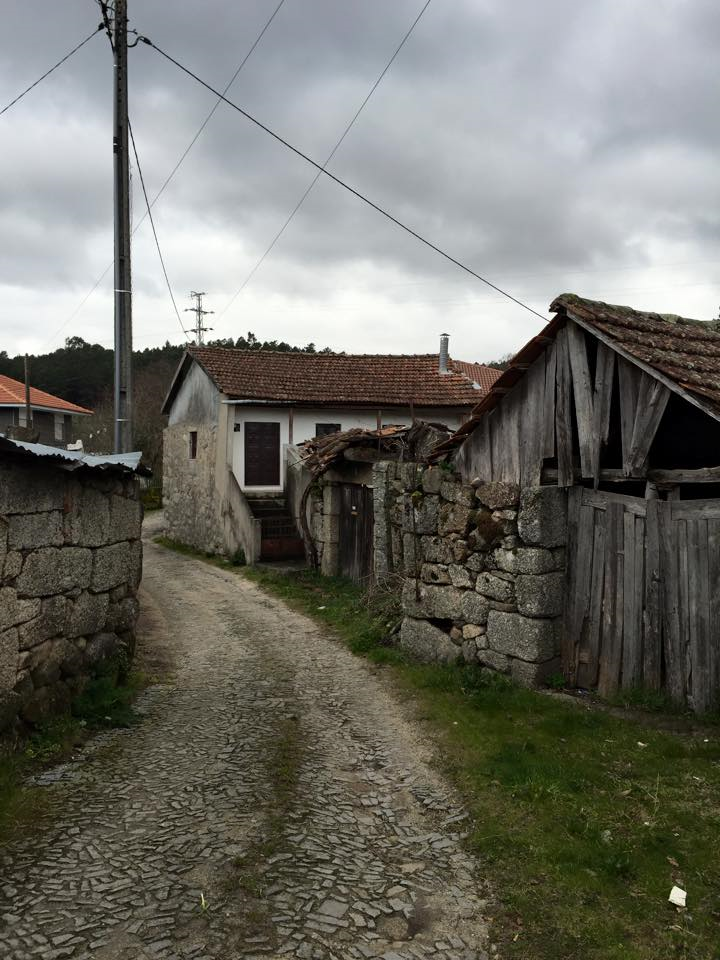
Logar Da Costa, partie historique d'Agilde

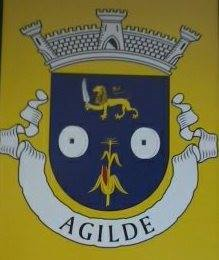
Drapeau d'Agilde

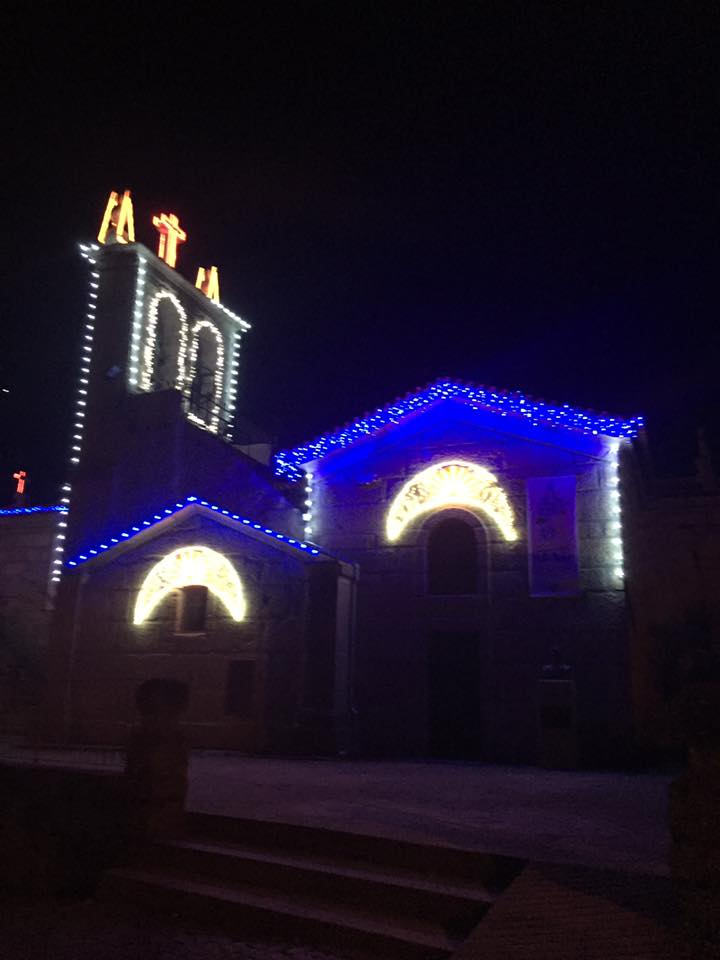
église d'Agilde, décoré pour la période de Noel 2016

## Population
Population du village d'Agilde de 1854 à 2011 :
| Année | Nombre d'habitants |
| ----- | ------------------ |
| 1854  | 905                |
| 1878  | 1018               |
| 1880  | 868                |
| 1900  | 925                |
| 1911  | 971                |
| 1920  | 1020               |
| 1930  | 994                |
| 1940  | 1127               |
| 1950  | 1334               |
| 1960  | 1206               |
| 1970  | 1138               |
| 1981  | 1179               |
| 1991  | 1237               |
| 2001  | 1294               |
| 2011  | 1227               |

## Sources
- (pt) Cet article est partiellement ou en totalité issu de l’article de Wikipédia en portugais intitulé « Agilde » (voir la liste des auteurs).